# Banco Nacional de Argelia
El Banco Nacional de Argelia (BNA) (en árabe: البنك الوطني الجزائري‎; en francés: Banque nationale d'Algérie) es un banco público de Argelia. Creado el 13 de junio de 1966, realiza todas las actividades propias de un banco comercial, en particular presta servicios financieros a colectivos profesionales y empresas.
Maneja todas las transacciones bancarias, cambiarias y crediticias en el marco de la legislación y normativa bancaria.

## Historia
El 13 de junio de 1966 se creó el primer banco comercial de Argelia, asumiendo las actividades argelinas del Crédit Foncier d'Algérie et de Tunisie.
En septiembre de 1995, el BNA fue el primer banco argelino en obtener su aprobación de conformidad con las disposiciones de la Ley 90-10 relativa al dinero y al crédito.
En 2005, una organización de delincuentes logró, en un periodo de tiempo de 18 días, sustraer 21 mil millones de dinares argelinos del BNA. Los tres principales acusados fueron detenidos en febrero de 2006 en Marruecos y encarcelados en la prisión de Salé. En 2009, los principales acusados fueron condenados a 18 años de prisión.
En junio de 2009, la dirección del Banco Nacional de Argelia anunció que su capital había aumentado en 27 000 millones de dinares argelinos; de 14 600 millones de dinares argelinos a 41 600 millones de dinares argelinos.
El 1 de marzo de 2011, se confió al BNA la gestión de diez fondos de inversión de wilaya en virtud de la ley de finanzas complementarias de 2009.
En 2013, el BNA anunció un beneficio neto de 30 200 millones de dinares argelinos. La revista Jeune Afrique la clasificó en el puesto 13 de bancos del continente africano. En enero de 2013 el banco anunció una asociación con Compagnie d'Assurances des Hydrocarbures (una subsidiaria de Sonatrach) para el desarrollo de una oferta de seguros personales. En octubre de 2013, el Consejo de Participaciones Estatales dio su aprobación para que el BNA cotizara en la Bolsa de Valores de Argel.
En enero de 2014, el BNA otorgó un crédito a Air Algérie para la compra de 9 aviones hasta 2017.
A finales de mayo de 2015, Abboud Achour fue nombrado director general del BNA.
En marzo de 2017, la dirección del Banco Nacional de Argelia anunció que acababa de firmar una asociación con el grupo Sonelgaz para permitir a los suscriptores de Sonelgaz pagar sus facturas electrónicamente.
En julio de 2019, Houari Rehali fue nombrado director general interino del BNA, en sustitución de Abboud Achour, puesto en prisión preventiva en junio de 2019 en la prisión de El-Harrach. El Sr. Rehali fue reemplazado el 9 de diciembre de 2019 por Miloud Ferahta.

## Estructura
El BNA gestiona una red de 43 agencias repartidas por todo el territorio argelino, 6 sucursales y cajeros automáticos, 90 cajeros automáticos, y más de 5000 colaboradores.

## Gobernancia
El BNA estuvo encabezado por un Presidente y director general hasta el 29 de abril de 2021. A partir de entonces, había un Presidente del Consejo de Administración y un Consejero Delegado.
- Presidente y Consejero Delegado (hasta el 29 de abril de 2021)
  - Abboud Achur (2015-2019)
  - Houari Rehali (julio de 2019 - 8 de diciembre de 2019)
  - Miloud Ferahta (9 de diciembre de 2019-29 de abril de 2021)
- Presidente del Consejo de Administración (desde el 29 de abril de 2021)
  - Ramdane Idir[19]
- Consejero Delegado (desde el 29 de abril de 2021)
  - Mohamed-Lamine Lebbou[19]